# ماريا روزا يوريو
ماريا روزا يوريو (بالإسبانية: Maria Rosa Yorio) ولدت في 28 أغسطس 1954 في بوينس آيرس، هي رسامة؛ مطربة؛ ملحنة؛ مدربة وقائدة فرقة أرجنتينية.

## النشأة
ولدت ماريا روزا في بوينس آيرس بالأرجنتين، وبدأت تغني مع الفرقة الأسطورية الفريدة واكتسبت شهرة كبيرة مما جعل مجموعة من الشركات الرائدة توقع معها العديد من العقود. وقد زادت شهرتها عندما عملت مع لوس ديسونوسيدوس (بالإسبانية: Los Desconocidos) جنبا إلى جنب مع الزعيم نيتو ميستري. وفي وقت لاحق بدأت يوريو العمل كمغنية منفردة خاصة في أواخر السبعينيات حيث قامت بتسجيل 5 ألبومات في عقد الثمانينات.

## 1980 - 1990
كانت تعتمد في أول ألبوم لها والذي حمل عنوان "Con los ojos cerrados" (1980) على موسيقيين آخرين مثل شارلي غارسيا، خوان كارلوس، نيتو ميستري، ديفيد ليبون، اليخاندرو ليرنر، ماريا غابرييلا وآخرون.
أصدرت يوريو ألبومها الثاني حيث تكلف ميغيل ماتيوس بعملية الإنتاج وقد كان ذلك في العام 1983 حيث خصصت هذا الألبوم للأطفال، لكنها سرعان ما عادت إلى الموسيقى الشعبية الكلاسيكية مع من خلال ألبوم '"Por la vida" الصادر سنة 1984 ثم تحولت نحو موسيقى البوب عبر إصدارها لألبوم "Puertos" في عام 1986، وقد اعتمدت على اسم "Yorio" طوال هذه المرحلة.

## 1990 - حاليا
منذ 1990 لم تشارك ماريا في العديد من الأعمال الفنية كالفترة السابقة وربما ذلك راجع لكبر سنها (في 2017 وصلت لسن الثالثة والستين)، إلا أنها وبالرغم من ذلك لا زالت تقوم بتنظيم معارض تستعرض فيها أحدث رسوماتها الفتية وتًطلع متابعيها على أحدث إنتاجاتها، هذا وتجدر الإشارة إلى أنها قامت بكتابة العديد من الأغاني لصالح مغنيين خاصة من الأرجنتين لكنها نادرا ما تُعرف على أنها كاتبتها، كون الأغنية تشتهر بمغينها وليس كاتبها.

## المسيرة المهنية
| الفترة        | الفرقة                   |
| ------------- | ------------------------ |
| 1972-1975     | الفرقة الأسطورية الفريدة |
| 1974-1976     | بورسويجيكو               |
| 1977-1979     | لوس ديسكونوكيدوس         |
| 1980 - الحاضر | منفردة                   |

## الألبومات

### مع بورسويجيكو
- Porsuigieco (1976)

### مع لوس ديسكونوكيدوس
- Nito Mestre y los Desconocidos de Siempre (1977)
- Los Desconocidos de Siempre II (1978)
- Saltaba sobre las Nubes (1979)

### أغاني منفردة
- Con los Ojos Cerrados (1980)
- Mandando todo a Singapur (1982)
- El disco de los chicos enamorados (1983)
- Por la vida (1984)
- Puertos (1986)
- Rodillas (1987)
- Asesina serial (2002)

## وصلات خارجية
- ماريا روزا يوريو على موقع ميوزك برينز (الإنجليزية)
- ماريا روزا يوريو على موقع أول ميوزيك (الإنجليزية)
- ماريا روزا يوريو على موقع ديسكوغز (الإنجليزية)

- السيرة الذاتية لماريا روزا يوريو (بالإسبانية)